# Floodland (jeu vidéo)
Pour les articles homonymes, voir Floodland.
Floodland est un jeu de construction de ville développé par Vile Monarch et publié par Ravenscourt. Il est sorti le 15 novembre 2022 pour Microsoft Windows et macOS. Dans le jeu, les joueurs contrôlent une civilisation de personnes qui tentent de survivre dans un monde dévasté et inondé en raison du changement climatique. 
Le jeu a reçu des critiques généralement positives à sa sortie.

## Jouabilité
Floodland est un jeu de construction de ville, où les joueurs contrôlent une colonie de personnes tentant de survivre dans un monde dévoré par les inondations causées par le changement climatique. Le joueur peut choisir entre quatre types de « clans » différents, qui ont tous leurs propres avantages et perspectives de vie. Les colons dont dispose le joueur peuvent être chargés de construire des bâtiments, de collecter des ressources et d'effectuer des expéditions pour se ravitailler,. Au fur et à mesure que le joueur progresse, il peut rencontrer d'autres clans qui ont des visions du monde et des priorités différentes de celles de leur propre peuple. Le joueur doit introduire des lois pour assurer des relations amicales entre les clans et prévenir l'hostilité, ce qui peut provoquer des crimes et des troubles. Les réserves de nourriture et d'eau doivent être gérées par le joueur alors qu'il recherche de nouvelles technologies et crée des relations entre les clans.
Les expéditions permettent de : récupérer des ressources, trouver d'autres réfugiés à accueillir ou remplir des quêtes. Les recherches scientifiques, découpés en palier de matériaux, donnent l'accès à de nouvelles évolutions de bâtiment, de production de ressource, d'exploration, ...

## Accueil
Selon le site web d'agrégateur d'avis Metacritic, Floodland a reçu « des avis généralement favorables » pour ses versions PC. GamesRadar a aimé l'histoire, les éléments de construction de la ville et l'interface utilisateur, mais a été frustré par le nombre de bogues logiciels au lancement. Rock Paper Shotgun appréciait la façon dont les clans interagissaient et s'intégraient les uns aux autres, mais avait l'impression que le joueur perdrait trop de temps à attendre que de nouvelles technologies soient recherchées. Le magazine italien The Games Machine a apprécié le récit et a salué le jeu comme moins difficile que d'autres jeux vidéo de construction de villes tels que Frostpunk.